# Masa elektrona u mirovanju
| Vrednosti me          | Jedinice |
| --------------------- | -------- |
| 9,10938215(45)×10−31  | kg       |
| 5,4857990943(23)×10−4 | u        |
| 8,18710438(41)×10−14  | J/c2     |
| 0,510998910(13)×106   | eV/c2    |
| Vrednosti energije me | Jedinice |
| 8,18710438(41)×10−14  | J        |
| 0,510998910(13)       | MeV      |

Masa elektrona u mirovanju (simbol: me) je masa zaustavljenog elektrona. U pitanju je jedna od osnovnih konstanti u fizici, a takođe je jako bitna i u hemiji jer je povezana sa Avogadrovom konstantom. Ima vrednost od oko 9,11×10−31 kilograma ili oko 5,486×10−4 u, jednaka energiji od oko 8,19×10−14 J ili oko 0,511 MeV.

## Terminologija
Pojam „masa u mirovanju“ + kinetička energija potiče od potrebe da se uzmu u obzir efekti Specijalne teorije relativnosti na prividnu masu elektrona. Nije moguće „izmeriti“ nepokretan elektron, pa se sva merenja moraju vršiti sa elektronom u pokretu.

## Određivanje
Masa elektrona u mirovanju u kilogramima se izračunava iz definicije Ridbergove konstante R∞:
{\displaystyle R_{\infty }={\frac {m_{\rm {e}}c\alpha ^{2}}{2h}}\Rightarrow m_{\rm {e}}={\frac {2R_{\infty }h}{c\alpha ^{2}}}}
gde α predstavlja konstantu fine strukture a h je Plankova konstanta. Relativna neodređenost, 5×10−8 preporučena u 2006 CODATA, se javlja usled neodređenosti u Plankovoj konstanti.
Elektron relativna atomska masa može da se meri direktno u Peningovoj zamci. Zaključak o njoj se takođe može izvesti i iz spektruma antiprotonskog helijumovog atoma (Atomi Helijuma kod kojih je jedan od elektrona, zamenjen Antiprotonom) ili iz merenja elektronskog g-faktora u jonima Vodonika 12C5+ ili 16O7+. 2006-e CODATA je preporučila vrednost relativne neodređenosti od  4.2×10−10.
Elektron relativna atomska masa je korigovana u CODATA skupu osnovnih fizičkih konstanti, dok se masa elektrona u mirovanju u kilogramima izračunava iz Plankove konstante, konstante fine strukture i Ridbergove konstante. Veza između dve vrednosti je zanemarljiva (r = 0.0003).

## Veza sa ostalim Fizičkim Konstantama
Kao što je navedeno, masa elektrona se koristi u izračunavanju Avogadrovog broja NA:
{\displaystyle N_{\rm {A}}={\frac {M_{\rm {u}}A_{\rm {r}}({\rm {e}})}{m_{\rm {e}}}}={\frac {M_{\rm {u}}A_{\rm {r}}({\rm {e}})c\alpha ^{2}}{2R_{\infty }h}}}
Te je takođe povezana i sa konstantom atomske mase mu:
{\displaystyle m_{\rm {u}}={\frac {N_{\rm {A}}}{M_{\rm {u}}}}={\frac {A_{\rm {r}}({\rm {e}})}{m_{\rm {e}}}}={\frac {A_{\rm {r}}({\rm {e}})c\alpha ^{2}}{2R_{\infty }h}}}
Gde je Mu molarna masena konstanta (definisana u SI) a Ar(e) je direktno merena, relativna masa elektrona.
Treba primetiti da je mu definisano u odnosu na Ar(e), tako da ime "masa elektrona u jedinicama atomske mase" predstavlja kružnu definiciju.
Elektron relativna atomska masa takođe ulazi u račun za sve ostale relativne atomske mase. Prema dogovoru, relativne atomske mase se navode za neutralne atome, dok se sama merenja vrše sa pozitivnim jonima, ili u masenim spektrometrima ili Peningovoj zamci. Iz tog razloga se masa elektrona mora dodati na izmerenu masu "atoma" pre katalogizacije. Takođe se mora uračunati i ispravka za maseni ekvivalent energije veze Eb. Na primer pri kompletnoj jonizaciji svih elektrona, nuklida X atomskog broja Z,
{\displaystyle A_{\rm {r}}({\rm {X}})=A_{\rm {r}}({\rm {X}}^{Z+})+ZA_{\rm {r}}({\rm {e}})-E_{\rm {b}}/m_{\rm {u}}c^{2}\,}
Pošto se relativne atomske mase mere kao odnos masa, to se ispravke moraju primeniti na oba jona. neodređenosti u ovim korelacijama su zanemarljive, što se može videti i u priloženoj tablici za Vodonik 1 i Kiseonik 16.
|                                         | 1H                       | 16O                    |
| --------------------------------------- | ------------------------ | ---------------------- |
| Relativna atomska masa XZ+ jona         | 1.007 276 466 77(10)     | 15.990 528 174 45(18)  |
| Relativna atomska masa Z elektrona      | 0.000 548 579 909 43(23) | 0.004 388 639 2754(18) |
| Ispravka zbog energije vezivanja        | −0.000 000 014 5985      | −0.000 002 194 1559    |
| Relativna atomska masa neutralnog atoma | 1.007 825 032 07(10)     | 15.994 914 619 57(18)  |

Princip se može ilustrovati određivanjem elektron relativne atomske mase po Farnhamu ds Univerziteta u Vašingtonu (1995). Ovo uključuje merenje ciklotronske radijacije elektrona i 12C6+ jona u Peningovoj zamci. Što je čestica teža, to će joj biti niža frekvencija ciklotronske radijacije; što je veće naelektrisanje čestice, to će i frekvencija biti veća. U skladu s tim, odnos dve frekvencije je jednak šest puta obrnutom odnosu masa čestica:
{\displaystyle {\frac {\nu _{c}({}^{12}{\rm {C}}^{6+})}{\nu _{c}({\rm {e}})}}={\frac {6A_{\rm {r}}({\rm {e}})}{A_{\rm {r}}({}^{12}{\rm {C}}^{6+})}}=0.000\,274\,365\,185\,89(58)}
Kako je relativna atomska masa 12C6+ jona približno jednaka 12, odnos frekvencija se nože uzeti za izračunavanje prve aproksimacije Ar(e), 5.486 303 7178×10−4. Ova aproksimacija se onda koristi za izračunavanje  prve aproksimacije Ar(12C6+), znajući da je Eb(12C)/muc2 = 1.105 8674×10−6 (iz sume šest jonizujućih energija Ugljenika): Ar(12C6+) ≈ 11.996 708 723 6367. Ova vrednost se onda koristi za izračunavanje nove aproksimacije Ar(e), i proces se ponavlja dok rezultat više ne varira (imajući na umu relativnu neodređenost merenja, 2.1×10−9): ovo se dešava već u četvrtom krugu iteracija, dajući Ar(e) = 5.485 799 111(12)×10−4 sa ovim podacima.